# Битва при Герговии
Битва при Герговии — сражение между римской армией под командованием Гая Юлия Цезаря и галльской армией под командованием Верцингеторикса, произошедшее в 52 году до н. э. около галльского города Герговии.
Герговия была расположена на высокой неприступной горе. Осмотрев местоположение крепости, Цезарь отказался от надежды взять её приступом, а к осаде решил приступить после того как будет заготовлен провиант. Возле Герговии расположился и Верцингеторикс в четырёх укреплённых лагерях. Прямо против города, у самой подошвы горы, находился отлично укреплённый и обрывистый холм, занятый небольшим галльским гарнизоном, захват которого римлянами лишил бы Герговию сообщения с рекой Элавер.
Цезарь неожиданно атаковал ночью холм, овладел им, укрепил и, поставив здесь 2 легиона, соединил его со своим лагерем двойным глубоким ходом сообщения. Вскоре к Герговии приблизился отряд восставших против римлян эдуев, под началом Литавика.
Цезарь быстро вывел из своего лагеря 4 легиона и всю конницу и, оставив в лагере легата Гая Фабия, двинулся против Литавика и встретил его в расстоянии 25 тысяч шагов от Герговии. Цезарю быстро удалось убедить эдуев подчиниться ему. Литавик бежал в Герговию, а Цезарь направился к своему лагерю.
Цезарь штурмовал Герговию, его войска (6 легионов, в каждом 5—7 тыс. легионеров и 2—3 тыс. вспомогательных отрядов союзных галлов, а также германская наёмная конница — 2500 всадников) пошли на штурм и вначале преодолели укрепления на ближних подступах к городу. Описывается, что передовые линии смогли подняться и на стены города. Но Верцингеторикс контратаковал во фланг, парировать его атаку не смогли, и он нанёс решительное поражение легионам. Цезарь с трудом избежал полного разгрома, был вынужден снять осаду Герговии и отступить.

## Определение места битвы
Впервые местность в коммуне Ла-Рош-Бланш была предложена на основе топонимии. Населенное место под названием «Gergoia» упоминается на западном склоне плато ещё в X веке.
В XVI веке флорентиец Габриелло Симеони предложил идентификацию на основе топонимического указателя. В XV веке такое же мнение высказывали такие ученые, как Жозеф Жюст Скалигер, Жан Саварон или Адриен де Валуа.
Обнаружение на плато галльских и галло-римских останков подтвердило эту гипотезу.
После раскопок Наполеона III деревня Мердонь была переименована в Гергови.
В 1995 году Региональная археологическая служба начала серию археологических исследований и повторно исследовала участок Гергови. Раскопки, проведенные Винсентом Гишаром, подтверждают, по его словам, традиционную и официальную идентификацию: подтвердились раскопки времен Наполеона III, проведенные полковником Стоффелем, и во рвах была найдена римская военная техника республиканского периода

## В музыке
Битве при Герговии посвящена песня «Gergovia» с альбома 2007 года «My Name Will Live On» итальянской Epic Doom Metal группы Doomsword.